# Жижгинський
Жи́жгинський (рос. Жижгинский) — невеликий острів у Білому морі, біля північного краю Онезького півострова, від якого відокремлений протокою Жижгинська Салма. Адміністративно відноситься до Приморського району Архангельської області Росії.

## Географія
Острів погорбований, є декілька озер з прісною водою. Береги острова піщано-кам'янисті, посеред острова виділяється пагорб. Північний, західний та східний схили круті, південний — пологий. Схили пагорб та низькі ділянки острова поросли чагарниками. Вкритий тундровою рослинністю, є невеликі лісові масиви, утворені березою, осикою, вільхою та сосною. Через суворий клімат дерева не зростають вище 3-5 м, окремі екземпляри сягають 7 м, але мають сильно деформовані стебла. На острові багато ягід — брусниця, буяхи, чорниця, костяниця, морошка, малина; та грибів.
Тваринний світ представлений лемінгами та лисицями. Мілини навколо острова — улюблене місце відпочинку тюленів, у водах багато білух. Восени та навесні на острові зупиняються перелітні птахи.
В береги острова вдаються декілька мілких бухт. На крайньому півночі від мису Палецький на 2 км тягнеться кам'яниста Чурнаволоцька коса, на кінці якої розташований кам'янистий острівець Чурнаволок. Жижгинський облямований мілинами з глибинами менше 5 м, на якій розкидані камені та банки. Припливи направлені на південний захід. Крайня південна точка — мис Черняєвський, на північному заході — мис Бистрий. Біля східного берега острова лежать мілини Корга-Лівтеїха та Корга-Обеденка.
На острові 1841 року збудований Жижгинський маяк, який діє і зараз. Він облаштований також радіомаяком та звукосигнальною установкою. На північний захід від маяка встановлено освітлюваний знак. Також тут знаходиться метеорологічна станція. Раніше на острові діяв водоростевий комбінат, так як в навколишніх водах ведеться видобуток ламінарії. Дістатись острова можна або кораблем, або літаком — тут збудована злітна смуга.
Єдиним населеним пунктом острова є селище Жижгин з населення всього 2 особи. Всі будівлі розташовані на східному березі, більшість з них напівзруйновані. Окремі будівлі знаходяться і на півночі острова. На східному березі, біля мису Лівтеїха облаштований пірс.